# 김예성 (1977년)
김예성(1977년 ~ )은 대한민국의 기업인으로, 김건희 여사의 오랜 측근이자 코바나컨텐츠의 감사 명의자로 알려져 있다. 서울대학교 경영전문대학원(EMBA) 과정에서 김건희와 인연을 맺은 이후, 김씨 일가의 전시 협찬 사업과 부동산 거래 등에 관여하였으며, 최은순의 도촌동 부동산 매입 과정에서 허위 잔고증명서 제출 및 대출 실행에 개입한 혐의로 유죄 판결을 받았다. 이후 비마이카(현 IMS모빌리티) 설립과 경영에 참여하였고, 자본잠식 상태의 기업에 대해 대기업과 금융사로부터 총 184억 원 규모의 투자를 유치하였으며, 이 중 약 46억 원이 구주 거래로 김예성 측에 귀속된 정황이 포착되었다. 특검은 그를 김건희와 경제공동체적 관계에 있는 핵심 인물로 보고 수사를 확대하고 있으며, 김예성은 수사 도중 해외로 출국하여 현재 인터폴 적색수배 및 여권 무효화 조치가 진행 중이다.

## 생애
1977년생으로, 연세대학교 원주캠퍼스 법학과를 졸업한 뒤 금융권에 종사했으며, 2010년경 서울대학교 경영전문대학원(EMBA) 과정을 통해 김건희와 인연을 맺었다. 이후 김건희가 운영한 전시기획사 코바나컨텐츠의 감사 명의자로 등재되어 전시 협찬사 관리 및 대외 업무에 관여했고, 김건희의 모친 최은순이 관여한 도촌동 부동산 매입 과정에서는 허위 잔고증명서 제출 및 대출 실행 과정에 깊숙이 개입하여 유죄 판결을 받았다. 이 사건을 계기로 김예성은 김씨 일가의 주요 자산 관리인으로 평가받았으며, 이후 2013년에는 차량 구독 플랫폼을 표방한 비마이카(현 IMS모빌리티)의 설립과 경영에 참여하였다. IMS모빌리티는 재무구조가 심각하게 악화된 상황에서도 2023년 한국증권금융, 카카오모빌리티, HS그룹, 신한은행 등으로부터 총 184억 원의 투자를 유치하였고, 이 중 46억 원은 신주 발행이 아닌 기존 주식 매입을 통한 구주 거래 방식으로 김예성 측에 귀속된 것으로 드러났다. 특검은 이 과정이 기업 협찬 명목의 정상적 투자가 아니라 권력형 로비 또는 대가성 자금 제공일 가능성을 배제하지 않고 있으며, 김예성이 자금 유치 과정에서 대기업과 금융사를 상대로 제3자의 영향력을 행사한 대리인 또는 경제공동체의 역할을 수행했을 개연성에 주목하고 있다.
김예성은 특검의 수사가 본격화되던 시점에 해외로 출국하였고, 이후 소재가 확인되지 않으면서 도피성 출국이라는 의혹이 제기되었다. 이에 따라 2025년 7월 특검은 김예성에 대해 체포영장을 발부하고, 여권 무효화 및 인터폴 적색수배를 요청하였다. 특검은 김예성의 진술이 IMS모빌리티를 둘러싼 대기업 및 금융기관의 비정상적 투자 배경과, 그 이면에 존재할 수 있는 ‘배후 권력’의 실체를 규명하는 데 핵심적인 역할을 할 수 있다고 보고 있으며, 김예성이 단순한 중개인이 아닌 상층부와 투자기관 사이의 연결고리 역할을 수행했을 가능성을 염두에 두고 있다. 특검은 김예성의 존재가 수사의 중대한 진전을 가능케 하는 고리라고 판단하고 있으며, 그의 송환 및 조사 없이 관련 권력형 의혹에 대한 실체적 접근은 어렵다는 입장을 견지하고 있다. 이에 따라 향후 특검은 국내외 사법 공조 및 외교 채널을 통해 김예성의 소재를 파악하고 귀국을 압박할 계획이다.